# Linea Ban'etsu occidentale

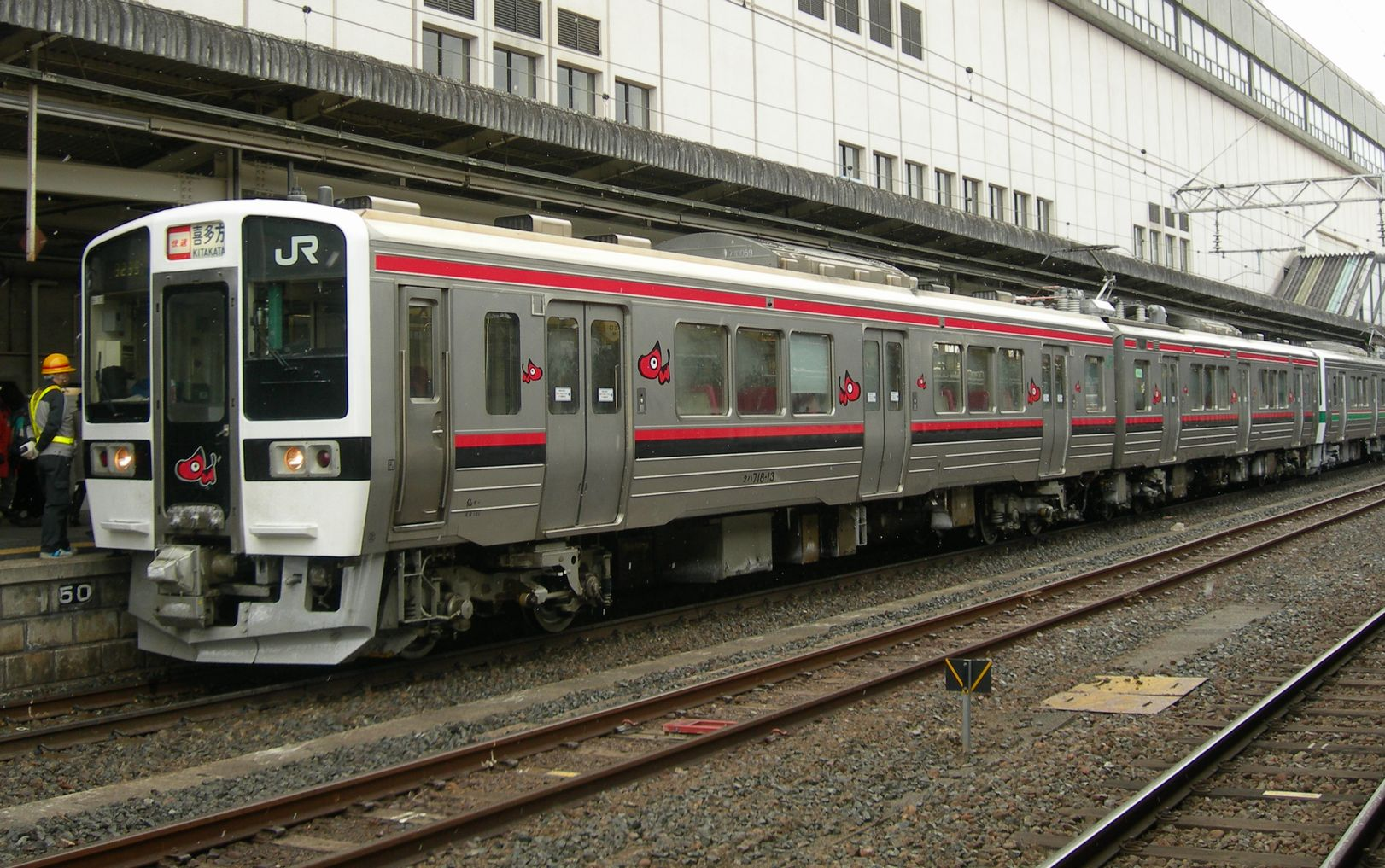
Elettrotreno della serie 719 in livrea Ban'etsu

La linea Ban'etsu occidentale (磐越西線?, Ban'etsu tō-sen) è una linea ferroviaria giapponese a carattere regionale gestita dalla JR East a scartamento ridotto che collega le stazioni di Kōriyama, nella città omonima della prefettura di Fukushima, e di Niitsu, a Niigata, nella prefettura di Niigata. Il nome deriva dagli antichi nomi delle province di Iwaki (磐城) e Echigo (越後), che oggi la ferrovia collega. La linea è anche conosciuta con il soprannome di Mori to Mizu to Roman no Tetsudō (森と水とロマンの鉄道?) che significa "la nostalgica ferrovia dell'acqua e dei boschi".

## Servizi
Tutti i treni vengono operati come servizi locali e sono composti da treni da 2, 3 o 5 carrozze fra Ononiimachi e Iwaki, e fra Ogawagō e Kōriyama. I treni fra Kōriyama e Ononiimachi hanno una frequenza che va dai 30 minuti alle due ore, in base alla fascia oraria, invece fra Ononiimachi e Iwaki il numero dei convogli è considerevolmente più basso, con periodi di cinque ore senza alcun treno. Uno dei motivi per la diminuzione di traffico su questo segmento è stato l'apertura dell'autostrada Ban'etsu nel 1995 che si è rivelata più competitiva del treno, ragione per cui molti dei pendolari hanno scelto questo nuovo servizio per spostarsi. L'ultimo servizio espresso, chiamato Iwaki, cessò nel 1982, mentre è ancora presente un rapido periodico, chiamato Abukuma, con treni a due carrozze, durante i periodi di ferie, come la Golden Week, l'Obon e il periodo del Nuovo Anno.

## Stazioni
- I treni locali fermano in tutte le stazioni, ma alcuni saltano quelle segnalate dal simbolo "▽".
- La colonna segnata da "*" si riferisce ai treni rapidi senza classificazione fra Kōriyama e Aizu-Wakamatsu/Kitakata impieganti gli elettrotreni della serie 719
- I treni possono incrociarsi presso le stazioni indicate dai simboli "◇", "∨", o "∧"; gli switchback si trovano nelle stazioni indicate da "◆".

| Stazione                            | Giapponese | Distanza | Distanza | Rapido | Rapido     | Rapido | Collegamenti                                                                                              |    | Posizione          | Posizione |
| Stazione                            | Giapponese | Interst. | Totale   | *      | Aizu Liner | Agano  | Collegamenti                                                                                              |    | Posizione          | Posizione |
| ----------------------------------- | ---------- | -------- | -------- | ------ | ---------- | ------ | --- | -- | ------------------ | --------- |
| Kōriyama                            | 郡山       | -        | 0.0      | ●      | ●          |        | Tōhoku Shinkansen Yamagata Shinkansen ■ Linea principale Tōhoku ■ Linea Ban'etsu orientale ■ Linea Suigun | ∨  | Kōriyama           | Fukushima |
| Kikuta                              | 喜久田     | 7.9      | 7.9      | ●      | ▲          |        | | ◇  | Kōriyama           | Fukushima |
| Akogashima                          | 安子ヶ島   | 3.9      | 11.8     | ｜     | ｜         |        | | ◇  | Kōriyama           | Fukushima |
| Bandai-Atami                        | 磐梯熱海   | 3.6      | 15.4     | ●      | ●          |        | | ◇  | Kōriyama           | Fukushima |
| Nakayamajuku                        | 中山宿     | 5.4      | 20.8     | ｜     | ｜         |        | | ｜ | Kōriyama           | Fukushima |
| Jōko                                | 上戸       | 6.5      | 27.3     | ｜     | ｜         |        | | ｜ | Inawashiro Yama    | Fukushima |
| Inawashirokohan (chiusa)            | 猪苗代湖畔 | 2.0      | 29.3     | ｜     | ｜         |        | | ｜ | Inawashiro Yama    | Fukushima |
| Sekito                              | 関都       | 1.7      | 31.0     | ｜     | ｜         |        | | ◇  | Inawashiro Yama    | Fukushima |
| Kawageta                            | 川桁       | 2.4      | 33.4     | ▲      | ｜         |        | | ◇  | Inawashiro Yama    | Fukushima |
| Inawashiro                          | 猪苗代     | 3.3      | 36.7     | ●      | ●          |        | | ◇  | Inawashiro Yama    | Fukushima |
| Okinashima                          | 翁島       | 4.4      | 41.1     | ▲      | ｜         |        | | ◇  | Inawashiro Yama    | Fukushima |
| Bandaimachi                         | 磐梯町     | 10.1     | 51.2     | ●      | ●          |        | | ◇  | Bandai Yama        | Fukushima |
| Higashi-Nagahara                    | 東長原     | 6.0      | 57.2     | ▲      | ｜         |        | | ◇  | Aizuwakamatsu      | Fukushima |
| Hirota                              | 広田       | 2.8      | 60.0     | ▲      | ｜         |        | | ◇  | Aizuwakamatsu      | Fukushima |
| Aizu-Wakamatsu                      | 会津若松   | 4.6      | 64.6     | ●      | ●          | ●      | ■ Linea Tadami ■Ferrovia di Aizu                                                                          | ◆  | Aizuwakamatsu      | Fukushima |
| Dōjima▽                             | 堂島       | 5.5      | 70.1     | ｜     |            | ｜     | | ｜ | Aizuwakamatsu      | Fukushima |
| Oikawa▽                             | 笈川       | 3.1      | 73.2     | ｜     |            | ｜     | | ｜ | Yugawa Kawanuma    | Fukushima |
| Shiokawa                            | 塩川       | 1.9      | 75.1     | ●      |            | ●      | | ◇  | Kitakata           | Fukushima |
| Ubadō▽                              | 姥堂       | 2.4      | 77.5     | ｜     |            | ｜     | | ｜ | Kitakata           | Fukushima |
| Aizu-Toyokawa▽                      | 会津豊川   | 2.0      | 79.5     | ｜     |            | ｜     | | ｜ | Kitakata           | Fukushima |
| Kitakata                            | 喜多方     | 1.7      | 81.2     | ●      |            | ●      | | ◇  | Kitakata           | Fukushima |
| Termine della sezione elettrificata |            |          |          |        |            |        | |    |                    |           |
| Yamato                              | 山都       | 9.9      | 91.1     |        |            | ●      | | ◇  | Kitakata           | Fukushima |
| Ogino                               | 荻野       | 6.1      | 97.2     |        |            | ●      | | ｜ | Kitakata           | Fukushima |
| Onobori                             | 尾登       | 3.8      | 101.0    |        |            | ｜     | | ｜ | Nishiaizu Yama     | Fukushima |
| Nozawa                              | 野沢       | 5.2      | 106.2    |        |            | ●      | | ◇  | Nishiaizu Yama     | Fukushima |
| Kami-Nojiri                         | 上野尻     | 5.1      | 111.3    |        |            | ｜     | | ｜ | Nishiaizu Yama     | Fukushima |
| Tokusawa                            | 徳沢       | 6.7      | 118.0    |        |            | ｜     | | ◇  | Nishiaizu Yama     | Fukushima |
| Toyomi                              | 豊実       | 3.3      | 121.3    |        |            | ｜     | | ｜ | Aga Higashikanbara | Niigata   |
| Hideya                              | 日出谷     | 7.1      | 128.4    |        |            | ｜     | | ｜ | Aga Higashikanbara | Niigata   |
| Kanose                              | 鹿瀬       | 5.2      | 133.6    |        |            | ●      | | ｜ | Aga Higashikanbara | Niigata   |
| Tsugawa                             | 津川       | 3.4      | 137.0    |        |            | ●      | | ◇  | Aga Higashikanbara | Niigata   |
| Mikawa                              | 三川       | 7.4      | 144.4    |        |            | ●      | | ｜ | Aga Higashikanbara | Niigata   |
| Igashima                            | 五十島     | 4.2      | 148.6    |        |            | ｜     | | ◇  | Aga Higashikanbara | Niigata   |
| Higashi-Gejō                        | 東下条     | 3.9      | 152.5    |        |            | ｜     | | ｜ | Aga Higashikanbara | Niigata   |
| Sakihana                            | 咲花       | 3.1      | 155.6    |        |            | ●      | | ｜ | Gosen              | Niigata   |
| Maoroshi                            | 馬下       | 2.8      | 158.4    |        |            | ▲      | | ◇  | Gosen              | Niigata   |
| Saruwada                            | 猿和田     | 3.5      | 161.9    |        |            | ｜     | | ｜ | Gosen              | Niigata   |
| Gosen                               | 五泉       | 3.8      | 165.7    |        |            | ●      | | ◇  | Gosen              | Niigata   |
| Kita-Gosen                          | 北五泉     | 1.8      | 167.5    |        |            | ｜     | | ｜ | Gosen              | Niigata   |
| Shinseki                            | 新関       | 2.5      | 170.0    |        |            | ｜     | | ◇  | Akiha-ku Niigata   | Niigata   |
| Higashi-Niitsu                      | 東新津     | 2.8      | 172.8    |        |            | ｜     | | ｜ | Akiha-ku Niigata   | Niigata   |
| Niitsu                              | 新津       | 2.8      | 175.6    |        |            | ●      | ■ Linea principale Uetsu ■ Linea principale Shin'etsu                                                     | ∧  | Akiha-ku Niigata   | Niigata   |

## Materiale rotabile
- Elettrotreno serie 719 (dal giugno 2007)
- Elettrotreno serie 485 per il servizio Aizu Liner
- Automotrice KiHa 47
- Automotrice KiHa 52
- Automotrice KiHa 58
- Automotrice KiHa 110
- Automotrice KiHa 120 (dal novembre 2008)